# Distoleon cleonice
Distoleon cleonice är en insektsart som först beskrevs av Banks 1914.  Distoleon cleonice ingår i släktet Distoleon och familjen myrlejonsländor. Inga underarter finns listade i Catalogue of Life.